# Palazzo Rossotti-Chiarelli
Il Palazzo Rossotti-Chiarelli, risalente al XVIII secolo, si trova nella via Rossotti di Alcamo, nella provincia di Trapani. Nella stessa strada è ubicata la chiesa del Santissimo Salvatore.

## Descrizione
La facciata, in stile barocco, presenta al piano terra cinque finestre e sette ingressi secondari che oggi fanno parte di alcune abitazioni, e un ingresso principale molto bello.
Al primo piano, a parte le tre finestre con mensole e frontone in pietra, ci sono cinque balconi con mensole e ballatoi in pietra intagliata.
Davvero imponenti risultano i due balconi principali, con ballatoi intagliati e una ringhiera bombata in ferro; anche le porte dei balconi appaiono molto eleganti, con elementi floreali, capitelli corinzi sovrastati da un architrave e lo stemma della famiglia, rappresentato da uno scudo con linee ondulate, sormontato da un leone rampante e incoronato, girato verso un sole che nasce. 
Nella parte superiore c'è un medaglione con una figura di donna in rilievo.
Sulle vie Tenente De Blasi Chiarelli e via Madonna dell'Alto, esistono alcune porte e finestre.
Fino alla fine del XX secolo questo palazzo è stata la residenza dei Rossotti, poi venne ereditato dalla famiglia Chiarelli. Oggi è di proprietà della famiglia Settipani e della famiglia Amato.